# Nikola Čupor Moslavački (vojvoda)
Nikola Čupor Moslavački (u. 1473.) je bio hrvatski plemenitaš iz obitelji Čupora Moslavačkih. Bio je visoki vojni dužnosnik. Bio je erdeljski vojvoda. Isticao se kao ratnik u vrijeme kralja Matijaša Korvina.